# The Cinema Murder
The Cinema Murder er en amerikansk stumfilm fra 1919 af George D. Baker.

## Medvirkende
- Marion Davies som Elizabeth Dalston
- Peggy Parr
- Eulalie Jensen som Mrs. Power
- Nigel Barrie som Philip Romilly
- W. Scott Moore som Douglas Romilly